# Arsène Né
Arsène Né (4 januari 1981) is een Ivoriaans voetballer. Hij is een centrale verdediger en speelt sinds 2010 voor de Belgische voetbalploeg KSK Hasselt.
Né begon zijn profcarrière in 2001 bij KSK Beveren. Vanaf 2004 ging hij aan de slag bij Metaloerh Donetsk uit Oekraïne. Bij deze club speelde hij drie jaar, hij speelde met deze club in 2005-2006 ook in de Uefa-cup. In 2007 besloot de club hem uit te lenen aan Germinal Beerschot maar door een chronische blessure bleef hij heel het seizoen 2007-2008 aan de kant. Hierop liet Metaloerg de speler vertrekken met een vrije transfer. In 2009 tekende hij bij tweedeklasser KAS Eupen. Bij de start van het seizoen 2010-2011 verkaste hij naar derdeklasser KSK Hasselt.

## Statistieken
| seizoen | club               | land      | competitie        | wed. | goals |
| ------- | ------------------ | --------- | ----------------- | ---- | ----- |
| 2000/01 | ASEC Mimosas       | Ivoorkust | Première Division | -    | -     |
| 2001/02 | KSK Beveren        | België    | Eerste klasse     | 27   | 0     |
| 2002/03 | KSK Beveren        | België    | Eerste klasse     | 32   | 3     |
| 2003/04 | KSK Beveren        | België    | Eerste klasse     | 20   | 0     |
| 2003/04 | Metaloerh Donetsk  | Oekraïne  | Vysjtsja Liha     | 11   | 0     |
| 2004/05 | Metaloerh Donetsk  | Oekraïne  | Vysjtsja Liha     | 15   | 0     |
| 2005/06 | Metaloerh Donetsk  | Oekraïne  | Vysjtsja Liha     | 11   | 0     |
| 2006/07 | Metaloerh Donetsk  | Oekraïne  | Vysjtsja Liha     | 12   | 0     |
| 2007/08 | Germinal Beerschot | België    | Eerste klasse     | 0    | 0     |
| 2008/09 | KAS Eupen          | België    | Exqi League       | 11   | 0     |
| 2009/10 | KAS Eupen          | België    | Exqi League       | 0    | 0     |
| 2010/11 | KSK Hasselt        | België    | Derde klasse B    | 19   | 1     |
| 2011/12 | KSK Hasselt        | België    | Derde klasse B    | 16   | 1     |
|         |                    |           | Totaal            | 174  | 5     |